# Орума, Уилсон
Уилсон Орума (англ. Wilson Oruma; родился 30 декабря 1976 года в Варри, Нигерия) — нигерийский футболист, полузащитник известный по выступлениям за «Марсель» и сборной Нигерии. Победитель юношеского чемпионата мира 1993 года в Японии, где он стал лучшим бомбардиром турнира. Также он завоевал золотую медаль на Олимпийских играх 1996 года в Атланте в составе олимпийской сборной Нигерии.. Участник Чемпионата мира 1998 года.

## Клубная карьера
В 1993 году Орума начал карьеру в нигерийском «Бендел Иншурэнс» в возрасте 16 лет. Он был частью команды, которая выиграла Кубок чемпионов западной Африки. Через год, как и многие африканские футболисты переехал во французский чемпионат. Его первой командой в Лиге 1 стал «Ланс». 29 июля 1994 года в матче против «Лилля» Уилсон дебютировал за новую команду. Он долго не мог завоевать место в основе, и даже год выступал на правах аренды за «Нанси». В сезоне 1997/1998 года Уилсон стал одним из творцов победы «Ланса» в чемпионате Франции. По окончании удачного сезона Орума перешёл в турецкий «Самсунспор». В новом клубе, как и в следующем, «Ниме», он отыграл сезон, являясь футболистом основного состава.
В 2000 году Орума подписал контракт с швейцарским «Серветтом». После двух сезонов, он вернулся во Францию, где принял предложение «Сошо». В новом клубе Уилсон стал одним из лидеров и помог ему выиграть Кубок Франции. В 2005 году Орума перешёл в марсельский «Олимпик». В первом сезоне он был футболистом основного состава и помог команде добраться до финала национального кубка. В сезоне 2006/2007 он потерял место в основе и был вынужден вскоре покинуть команду. В 2008 году Орума подписал контракт с «Генгамом». 22 августа в матче против «Бастии» он дебютировал за новую команду. 24 октября в поединке против «Труа» Уилсон забил свой дебютный гол за «Генгам» и помог ей добиться ничьей. С новым клубом Орума завоевал Кубок французской лиги.
По окончании сезона Уилсон перешёл в греческую «Кавалу». 23 августа 2009 в поединке против «Левадиакоса» Орума дебютировал в греческой Суперлиге. Он принял участие в 23 поединках, но голов не забил. По окончании сезона Орума принял решение завершить карьеру футболиста.

## Международная карьера
Уилсон был капитаном юношеской сборной Нигерии, выигравшей юношеский Чемпионат Мира 1993. Орума стал лучшим бомбардиром турнира, забив 6 мячей.
21 октября 1995 года в товарищеском матче против сборной Узбекистана Орума дебютировал за сборную Нигерии. В 1996 году в составе национальной команды он выиграл Олимпийские игры в Атланте. На турнире он был футболистом резерва и провёл на поле всего 38 минут. 7 июня 1997 года в матче отборочного раунда Чемпионата мира 1998 команды Кении Уилсон забил свой первый гол за сборную и помог ей победить. Эта победа помогла Нигерии квалифицироваться на мундиаль.
В 1998 году Орума в составе сборной принял участие в Чемпионате мира во Франции. На турнире он был запасным и принял участие только в матче против сборной Парагвая. В этом поединке Уилсон забил один из голов. В 2002 году Орума принял участие в Кубке Африки, оказавшись в заявке сборной в последний момент из-за травмы Эмеки Ифеджиагву. На турнире он сыграл во встречах против сборных Ганы, Сенегала и Мали. В Мали Орума завоевал бронзовую медаль. В 2006 году Уилсон во второй раз выступил на Кубке Африки в Египте. На турнире он сыграл в поединках против Зимбабве, Ганы и Сенегала. По окончания Кубка Африки он выиграл бронзовую медаль во второй раз.

## Достижения
Командные
 «Бендел Иншурэнс»
- Обладатель Кубка западной Африки — 1994

 «Ланс»
- Чемпионат Франции по футболу — 1997/98

 «Сошо»
- Обладатель Кубка Франции — 2003/04

 «Генгам»
- Обладатель Кубка французской лиги — 2008/09

Международные
 Нигерия
- Чемпион мира (до 17 лет) — 1993
- Олимпийские игры — 1996
- Кубок африканских наций — 2002
- Кубок африканских наций — 2006